# 新卡姆揚卡 (利維夫州)
50°11′40″N 23°47′41″E / 50.19444°N 23.79472°E
新卡米揚卡（羅馬化：Nova Kamianka）是烏克蘭西部的村莊，隸屬利維夫州的利維夫區。該村面積0.54平方公里，海拔高度221米，2001年人口262，人口密度每平方公里485.19人。